# ソーレアリア
株式会社ソーレアリア（SoleAria）は、東京都中野区東中野にある芸能プロダクション。

## 概要
代表取締役社長の岡博之は、ベテラン芸人「ブッチャーブラザーズ」のリッキー。サンミュージックプロダクションの社長も務めている。
社名はイタリア語で「太陽と空気」と社長である岡の口癖「それ、ありや」に由来する。
事務所ライブ「大部屋ダイヤモンド」を行っている。スクールJCA出身の所属芸人が多い。（ジャッカス、タンドリーチキン、ぼーなすとらっく平井、山本潤一等）
ブッチャーブラザーズが立ち上げた（事務所を問わない）若手芸人ライブ「東京ビタミン寄席」の事務局も運営している。

## 所属タレント
お笑い芸人
- ひがもえる
- あどばるーん（新山大、小野ますのぶ）
- まなてぃ
- メロンチック（OGA、西本庄壮）
- うなぎ～ず（山本潤一、大島和也）
- がんちゃん
- 倉持ゆきほ
- おさしミート（名嘉眞旭、小園祐樹）
- 薩長同盟（大坪延光、ドンマイ伊藤、本庄正明）
- T-サッペ ※業務提携
- タリキ（丸山裕樹、武政賢祐）

## 過去の所属タレント
お笑い芸人
- あずう（上田ケント、インチキ斉藤）※解散

上田は引退。斉藤はコンビ「ゾフィー」として活動していたが2023年解散。
- アンツ（細川真生、小枝ノリユキ）※解散

細川は引退。小枝はピン芸人として活動中。
- エクセレント(早崎貴宏、井上仁志)は、「おふろ」に改名し吉本興業に所属。
- オオニシ ※引退

コンビ「ツインタワー」を結成し、タイタンに所属。2016年に解散。
- (株)あまつか笑事（天田たろー、大塚じぇい）※解散

天田は引退。大塚はピン芸人として活動中。
- カブトムシ （こすけ、てつを）※解散・引退
- サニム（隊長、津田慶彦、吉田豊人）※解散

隊長はコンビ「ダイパニック」の一員として活動し、2016年に解散。津田は2013年11月26日、小脳内出血の為他界。吉田は途中脱退し、トリオ「トリプルパンチ」の一員として活動し、2016年に解散。
- ジェントリー（生方和也、小枝ノリユキ）※解散

生方は引退。小枝はピン芸人として活動中。
- しげじ ※引退
- 島田小枝（島田祐也、小枝ノリユキ）※解散

島田はコンビ「マルコ」の一員として、小枝はコンビ「魔族」のマゾちゃんとして活動中。
- ジャッカス（吉田晃之、大島和也）※解散

吉田は引退。大島はコンビ「うなぎ～ず」の一員として活動中。
- シンジ・カワカミ ※引退
- 杉崎シュンペーター

現在はコントユニット「GRahAMBox」の一員として活動中。
- スタンバイ（ひぃくん、竹本尚志）※解散・引退
- せきまさ ※引退
- セレモニー桑原 ※引退
- ダイパニック（山本潤一、吉田豊高）※解散

吉田は引退。山本はコンビ「うなぎ～ず」の一員として活動中。
- 高飛車（倉持幸歩、歩祐樹）※解散

倉持はピン芸人として、歩祐樹はコンビ「アチャラカコミックス」の一員として活動中。
- タンドリーチキン（澤藤良太、冨永A裕一）※解散・引退
- ツーロック（島田祐也、稲木健太郎）※解散・引退
- デカメロン（りゅうぞうナイト、ソンナひろし）※解散

ソンナひろしは引退。りゅうぞうナイトはマネージャーに転身。
- 西村

現在は落語家「三遊亭好志朗」として活動中。
- ばっくパック（名嘉眞旭、新谷徹）※解散

新谷は引退。名嘉眞はコンビ「おさしミート」の一員として活動中。
- ふうらいぼう。（小西啓介、高橋和明）

現在はWAHAHA商店に所属。
- ブリーフ・リー
- ぼーなすとらっく（平井邦明、木村直博）※解散

平井は引退。木村はコンビ「まめのき」の一員として活動中。
- ぽってかすー（チャンプルー小波津、シーサー比嘉）※活動休止中

現在は共にピン芸人として活動中。
- LOVE式会社（くにぼ～ん、茂美貴史）※解散・引退

その他
- 立川志ら乃
- 夢御崎ピンク